# Puchar Świata w biegach narciarskich 1995/1996
Sezon 1995/1996 Pucharu Świata w biegach narciarskich rozpoczął się 25 listopada 1995 w fińskim mieście Vuokatti. Ostatnie zawody z tego cyklu rozegrano 17 marca 1996 w norweskim Oslo.
Puchar Świata rozegrany został w 7 krajach i 10 miastach. Najwięcej zawodów zorganizowali Norwegowie, którzy 4 razy gościli najlepszych biegaczy narciarskich świata.
Obrońcą Pucharu Świata wśród mężczyzn był Norweg Bjørn Dæhlie, a wśród kobiet Rosjanka Jelena Välbe.
W tym sezonie w pucharze świata triumfowała Manuela Di Centa wśród kobiet oraz ponownie Bjørn Dæhlie wśród mężczyzn.

## Kalendarz i wyniki

### Mężczyźni
| Lp. | Data              | Miejscowość      | Dystans            | 1. miejsce                                                                  | 2. miejsce                                                                             | 3. miejsce                                                                        |
| --- | ----------------- | ---------------- | ------------------ | --------------------------------------------------------------------------- | -------------------------------------------------------------------------------------- | --------------------------------------------------------------------------------- |
| 1.  | 26 listopada 1995 | Vuokatti         | 10 km s. klasyczny | Władimir Smirnow                                                            | Bjørn Dæhlie                                                                           | Sami Repo                                                                         |
| 2.  | 29 listopada 1995 | Gällivare        | 15 km s. dowolny   | Bjørn Dæhlie                                                                | Jari Isometsä                                                                          | Silvio Fauner                                                                     |
| 3.  | 9 grudnia 1995    | Davos            | 30 km s. klasyczny | Bjørn Dæhlie                                                                | Władimir Smirnow                                                                       | Silvio Fauner                                                                     |
| 4.  | 10 grudnia 1995   | Davos            | Sztafeta 4 × 10 km | Finlandia Karri Hietamäki · Sami Repo · Mika Myllylä · Jari Isometsä        | Norwegia Sture Sivertsen · Erling Jevne · Bjørn Dæhlie · Thomas Alsgaard               | Szwecja Morgan Göransson · Niklas Jonsson · Anders Bergström · Torgny Mogren      |
| 5.  | 13 grudnia 1995   | Brusson          | 15 km s. dowolny   | Bjørn Dæhlie                                                                | Silvio Fauner                                                                          | Władimir Smirnow                                                                  |
| 6.  | 16 grudnia 1995   | Santa Caterina   | 10 km s. klasyczny | Bjørn Dæhlie                                                                | Władimir Smirnow                                                                       | Mika Myllylä                                                                      |
| 7.  | 17 grudnia 1995   | Santa Caterina   | 15 km s. dowolny   | Bjørn Dæhlie                                                                | Jari Isometsä                                                                          | Władimir Smirnow                                                                  |
| 8.  | 9 stycznia 1996   | Štrbské Pleso    | 50 km s. dowolny   | Władimir Smirnow                                                            | Bjørn Dæhlie                                                                           | Niklas Jonsson                                                                    |
| 9.  | 13 stycznia 1996  | Nové Město       | 15 km s. klasyczny | Bjørn Dæhlie                                                                | Jari Isometsä                                                                          | Mika Myllylä                                                                      |
| 10. | 14 stycznia 1996  | Nové Město       | Sztafeta 4 x 10 km | Finlandia Sami Repo · Mika Myllylä · Harri Kirvesniemi · Jari Isometsä      | Norwegia Thomas Alsgaard · Vegard Ulvang · Erling Jevne · Bjørn Dæhlie                 | Włochy Fabio Maj · Giorgio Vanzetta · Fulvio Valbusa · Gaudenzio Godioz           |
| 11. | 2 lutego 1996     | Seefeld in Tirol | 10 km s. dowolny   | Bjørn Dæhlie                                                                | Fulvio Valbusa                                                                         | Jari Isometsä                                                                     |
| 12. | 3 lutego 1996     | Seefeld in Tirol | Sprint drużynowy   | Włochy Fulvio Valbusa · Silvio Fauner                                       | Szwecja I Niklas Jonsson · Torgny Mogren                                               | Finlandia Mika Myllylä · Jari Isometsä                                            |
| 13. | 5 lutego 1996     | Reit im Winkl    | Sprint s. dowolny  | Tor Arne Hetland                                                            | Peter Schlickenrieder                                                                  | Silvio Fauner                                                                     |
| 14. | 10 lutego 1996    | Kawgołowo        | 15 km s. klasyczny | Aleksiej Prokurorow                                                         | Władimir Smirnow                                                                       | Bjørn Dæhlie                                                                      |
| 15. | 24 lutego 1996    | Trondheim        | 30 km s. dowolny   | Władimir Smirnow                                                            | Bjørn Dæhlie                                                                           | Aleksiej Prokurorow                                                               |
| 16. | 25 lutego 1996    | Trondheim        | Sztafeta 4 x 10 km | Norwegia I Vegard Ulvang · Erling Jevne · Bjørn Dæhlie · Thomas Alsgaard    | Włochy I Giorgio Di Centa · Marco Albarello · Fulvio Valbusa · Silvio Fauner           | Szwecja I Mathias Fredriksson · Niklas Jonsson · Anders Bergström · Torgny Mogren |
| 17. | 1 marca 1996      | Lahti            | Sztafeta 4 x 10 km | Włochy I Marco Albarello · Silvio Fauner · Fabio Maj · Fulvio Valbusa       | Rosja I Siergiej Czepikow · Michaił Botwinow · Siergiej Czernych · Aleksiej Prokurorow | Norwegia I Kristen Skjeldal · Anders Eide · Egil Kristiansen · Thomas Alsgaard    |
| 18. | 3 marca 1996      | Lahti            | 30 km s. dowolny   | Jari Isometsä                                                               | Bjørn Dæhlie                                                                           | Aleksiej Prokurorow                                                               |
| 19. | 9 marca 1996      | Falun            | 10 km s. dowolny   | Władimir Smirnow                                                            | Bjørn Dæhlie                                                                           | Jari Isometsä                                                                     |
| 20. | 10 marca 1996     | Falun            | 15 km s. klasyczny | Władimir Smirnow                                                            | Fulvio Valbusa                                                                         | Jari Isometsä                                                                     |
| 21. | 16 marca 1996     | Oslo             | 50 km s. klasyczny | Erling Jevne                                                                | Krister Sørgård                                                                        | Anders Bergström                                                                  |
| 22. | 17 marca 1996     | Oslo             | Sztafeta 4 x 10 km | Norwegia IV Tore Bjonviken · Frode Estil · Remi Andersen · Tor Arne Hetland | Norwegia I Egil Kristiansen · Vegard Ulvang · Anders Eide · Bjørn Dæhlie               | Finlandia I Ari Palolahti · Sami Repo · Markus Vuorenmaa · Jari Isometsä          |

### Kobiety
| Lp. | Data              | Miejscowość      | Dystans            | 1. miejsce                                                                    | 2. miejsce                                                                             | 3. miejsce                                                                                      |
| --- | ----------------- | ---------------- | ------------------ | ----------------------------------------------------------------------------- | -------------------------------------------------------------------------------------- | ----------------------------------------------------------------------------------------------- |
| 1.  | 26 listopada 1995 | Vuokatti         | 5 km s. klasyczny  | Lubow Jegorowa                                                                | Jelena Välbe                                                                           | Marit Mikkelsplass                                                                              |
| 2.  | 29 listopada 1995 | Gällivare        | 10 km s. dowolny   | Stefania Belmondo                                                             | Lubow Jegorowa                                                                         | Jelena Välbe                                                                                    |
| 3.  | 9 grudnia 1995    | Davos            | 5 km s. dowolny    | Jelena Välbe                                                                  | Kateřina Neumannová                                                                    | Manuela Di Centa                                                                                |
| 4.  | 10 grudnia 1995   | Davos            | 10 km s. klasyczny | Lubow Jegorowa                                                                | Jelena Välbe                                                                           | Larisa Łazutina                                                                                 |
| 5.  | 13 grudnia 1995   | Brusson          | 10 km s. dowolny   | Jelena Välbe                                                                  | Lubow Jegorowa                                                                         | Nina Gawriluk                                                                                   |
| 6.  | 16 grudnia 1995   | Santa Caterina   | 10 km s. klasyczny | Larisa Łazutina                                                               | Lubow Jegorowa                                                                         | Nina Gawriluk                                                                                   |
| 7.  | 17 grudnia 1995   | Santa Caterina   | Sztafeta 4 x 5 km  | Rosja I Larisa Łazutina · Nina Gawriluk · Lubow Jegorowa · Jelena Välbe       | Włochy I Cristina Paluselli · Stefania Belmondo · Gabriella Paruzzi · Manuela Di Centa | Rosja II Swietłana Nagiejkina · Julija Czepałowa · Natalia Baranowa-Masałkina · Olga Korniejewa |
| 8.  | 9 stycznia 1996   | Štrbské Pleso    | 30 km s. dowolny   | Manuela Di Centa                                                              | Jelena Välbe                                                                           | Stefania Belmondo                                                                               |
| 9.  | 13 stycznia 1996  | Nové Město       | 10 km s. klasyczny | Jelena Välbe                                                                  | Manuela Di Centa                                                                       | Larisa Łazutina                                                                                 |
| 10. | 14 stycznia 1996  | Nové Město       | Sztafeta 4 x 5 km  | Rosja Swietłana Nagiejkina · Larisa Łazutina · Nina Gawriluk · Jelena Välbe   | Norwegia Anita Moen · Bente Martinsen · Marit Mikkelsplass · Trude Dybendahl           | Włochy Cristina Paluselli · Stefania Belmondo · Gabriella Paruzzi · Manuela Di Centa            |
| 11. | 2 lutego 1996     | Seefeld in Tirol | 5 km s. dowolny    | Manuela Di Centa                                                              | Stefania Belmondo                                                                      | Jelena Välbe                                                                                    |
| 12. | 3 lutego 1996     | Seefeld in Tirol | Sprint drużynowy   | Włochy Stefania Belmondo · Manuela Di Centa                                   | Norwegia Trude Dybendahl · Anita Moen                                                  | Rosja I Jelena Välbe · Olga Korniejewa                                                          |
| 13. | 5 lutego 1996     | Reit im Winkl    | Sprint s. dowolny  | Jelena Välbe                                                                  | Anita Moen                                                                             | Kateřina Neumannová                                                                             |
| 14. | 11 lutego 1996    | Kawgołowo        | 10 km s. klasyczny | Manuela Di Centa                                                              | Larisa Łazutina                                                                        | Marit Mikkelsplass                                                                              |
| 15. | 24 lutego 1996    | Trondheim        | 5 km s. klasyczny  | Manuela Di Centa                                                              | Marit Mikkelsplass                                                                     | Larisa Łazutina                                                                                 |
| 16. | 25 lutego 1996    | Trondheim        | 10 km s. dowolny   | Manuela Di Centa                                                              | Jelena Välbe                                                                           | Nina Gawriluk                                                                                   |
| 17. | 2 marca 1996      | Lahti            | 10 km s. dowolny   | Manuela Di Centa                                                              | Stefania Belmondo                                                                      | Nina Gawriluk                                                                                   |
| 18. | 9 marca 1996      | Falun            | 15 km s. dowolny   | Manuela Di Centa                                                              | Jelena Välbe                                                                           | Nina Gawriluk                                                                                   |
| 19. | 10 marca 1996     | Falun            | Sztafeta 4 x 5 km  | Rosja I Nina Gawriluk · Łarisa Łazutina · Lubow Jegorowa · Jelena Välbe       | Norwegia I Bente Martinsen · Marit Mikkelsplass · Trude Dybendahl · Anita Moen         | Włochy Barbara Giacomuzzi · Manuela Di Centa · Guidina Dal Sasso · Stefania Belmondo            |
| 20. | 16 marca 1996     | Oslo             | 30 km s. klasyczny | Nina Gawriluk                                                                 | Larisa Łazutina                                                                        | Marit Mikkelsplass                                                                              |
| 21. | 17 marca 1996     | Oslo             | Sztafeta 4 x 5 km  | Rosja Swietłana Nagiejkina · Łarisa Łazutina · Olga Kornejewa · Nina Gawriluk | Finlandia Riikka Sirviö · Tuulikki Pyykkönen · Kati Pulkkinen · Anu Kittilä            | Norwegia I Bente Martinsen · Marit Mikkelsplass · Maj Helen Sorkmo · Anita Moen                 |

## Klasyfikacje

### Mężczyźni
| Lp. | Zawodnik            | Punkty |
| 1.  | Bjørn Dæhlie        | 1110   |
| 2.  | Władimir Smirnow    | 1034   |
| 3.  | Jari Isometsä       | 617    |
| 4.  | Aleksiej Prokurorow | 544    |
| 5.  | Silvio Fauner       | 508    |
| 6.  | Fulvio Valbusa      | 482    |
| 7.  | Michaił Botwinow    | 401    |
| 8.  | Thomas Alsgaard     | 352    |
| 9.  | Torgny Mogren       | 312    |
| 9.  | Johann Mühlegg      | 312    |

### Kobiety
| Lp.   | Zawodniczka         | Punkty |
| 1.    | Manuela Di Centa    | 1004   |
| 2.    | Jelena Välbe        | 945    |
| 3.    | Larisa Łazutina     | 732    |
| 4.    | Nina Gawriluk       | 717    |
| 5.    | Lubow Jegorowa      | 690    |
| 6.    | Stefania Belmondo   | 675    |
| 7.    | Marit Mikkelsplass  | 579    |
| 8.    | Kateřina Neumannová | 419    |
| 9.    | Iryna Taranenko     | 340    |
| 10.   | Anita Moen          | 330    |
| . . . |                     |        |
| 60.   | Dorota Kwaśny       | 6      |

## Wyniki Polaków

### Kobiety
| Zawodniczka        | Vuokatti 26.11 | Gällivare 29.11 | Davos 9.12 | Davos 10.12 | Brusson 13.12 | Val di Fiemme 16.12 | Štrbské Pleso 9.01 | Nové Město 13.01 | Seefeld 2.02 | Reit im Winkl 5.02 | Kawgołowo 10.02 | Trondheim 24.02 | Trondheim 25.02 | Lahti 3.03 | Falun 9.03 | Oslo 16.03 |
| ------------------ | -------------- | --------------- | ---------- | ----------- | ------------- | ------------------- | ------------------ | ---------------- | ------------ | ------------------ | --------------- | --------------- | --------------- | ---------- | ---------- | ---------- |
| Małgorzata Ruchała | -              | 41              | 45         | 34          | 50            | 31                  | -                  | 39               | -            | -                  | -               | -               | -               | -          | -          | -          |
| Dorota Kwaśny      | -              | 43              | 55         | -           | 40            | 60                  | 28                 | 35               | 31           | 31                 | -               | 63              | -               | 38         | 32         | 28         |
| Katarzyna Gębala   | -              | 60              | -          | -           | -             | -                   | -                  | 67               | -            | -                  | -               | 79              | -               | 73         | -          | -          |
| Bernadeta Bocek    | -              | -               | -          | -           | -             | -                   | -                  | 53               | 43           | 32                 | -               | 67              | -               | 37         | 44         | -          |

### Mężczyźni
| Zawodnik          | Vuokatti 26.11 | Gällivare 29.11 | Davos 9.12 | Brusson 13.12 | Val di Fiemme 16.12 | Val di Fiemme 17.12 | Štrbské Pleso 9.01 | Nové Město 13.01 | Seefeld 2.02 | Reit im Winkl 5.02 | Kawgołowo 10.02 | Trondheim 24.02 | Lahti 3.03 | Falun 9.03 | Falun 10.03 | Oslo 16.03 |
| ----------------- | -------------- | --------------- | ---------- | ------------- | ------------------- | ------------------- | ------------------ | ---------------- | ------------ | ------------------ | --------------- | --------------- | ---------- | ---------- | ----------- | ---------- |
| Janusz Krężelok   | -              | 68              | 71         | 78            | -                   | 66                  | -                  | 62               | 62           | 31                 | -               | 91              | 87         | -          | -           | -          |
| Krzysztof Wańczyk | -              | -               | 77         | 77            | -                   | 83                  | -                  | -                | 63           | -                  | -               | 90              | 72         | 66         | -           | -          |
| Marcin Roszkowski | -              | -               | -          | -             | -                   | -                   | -                  | -                | -            | -                  | -               | -               | -          | 92         | -           | -          |